# Pulau Wamar
Pulau Wamar är en ö i Indonesien.   Den ligger i provinsen Moluckerna, i den östra delen av landet, 3 000 km öster om huvudstaden Jakarta. Arean är 48 kvadratkilometer.
Terrängen på Pulau Wamar är platt. Öns högsta punkt är 61 meter över havet. Den sträcker sig 9,3 kilometer i nord-sydlig riktning, och 6,9 kilometer i öst-västlig riktning.  I omgivningarna runt Pulau Wamar växer i huvudsak städsegrön lövskog.